# The Stanley Brothers
The Stanley Brothers, bestehend aus Carter (* 17. August 1925; † 1. Dezember 1966) und Ralph Stanley (* 25. Februar 1927; † 23. Juni 2016) waren ein US-amerikanisches Country-Duo. Die Brüder gehörten zu den wichtigsten Vertretern des Bluegrass.

## Leben

### Kindheit und Jugend
Geboren im Dickenson County in Virginia wuchsen die Stanley Brothers in einer musikalischen Familie auf, denn ihr Vater sang und ihre Mutter spielte Banjo. Bald zog die Familie in die Clinch Mountains, wo sie eine kleine Farm bewirtschafteten. Schon früh kamen Carter und Ralph mit Country-Musik in Berührung, als Kinder hörten sie sich oft Aufnahmen der Monroe Brothers an sowie die wöchentlich ausgestrahlte Grand Ole Opry, die erfolgreichste Radioshow Amerikas. Als Jugendliche traten sie dann in ihrer Heimatstadt erstmals öffentlich auf. Nachdem sie ihren High-School-Abschluss hatten, wurden sie in die Armee eingezogen, wo sie im Zweiten Weltkrieg kämpften.

### Anfänge
Nach ihrer Entlassung aus der Armee 1946 gründeten sie die Clinch Mountain Boys. Für einige Monate leiteten sie bei dem Radiosender WNVA in Norton ihre eigene Sendung, danach in Bristol, Tennessee bei WCYB. Hier traten sie erstmals offiziell als The Stanley Brothers auf.
Kurz danach bekamen die Brüder beim kleinen Label Rich-R-Tones Records einen Plattenvertrag. Ihre ersten Aufnahmen erschienen 1947, die noch im Hillbilly-Stil gehalten waren. Nachdem sie durch die Südstaaten gereist und in verschiedenen Radioprogrammen aufgetreten waren, begannen sie langsam ihren eigenen Stil zu entwickeln. Mit einer Mischung aus Fiddle-Stücken, Hillbilly-Musik und Bill Monroes neu geschaffenem Bluegrass kreierten sie ihren unverwechselbaren Bluegrass-Sound. Zudem spielten in ihrer Band viele bekannte Musiker wie Pee Wee Lambert, Chubby Anthonie und Curly Lambert.

### Karriere

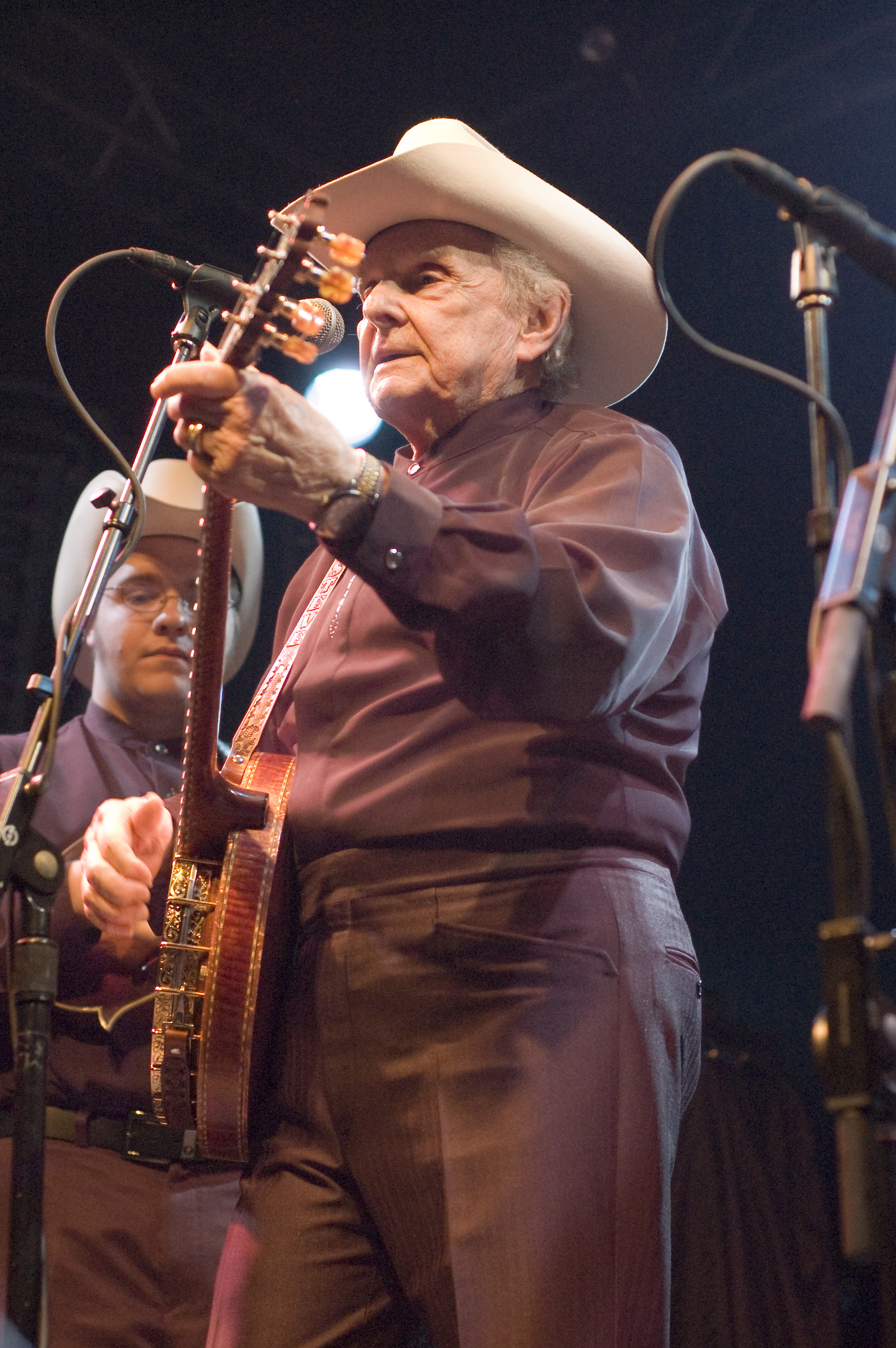
Ralph Stanley 2008

1948 wechselten sie zu den großen Columbia Records, wo sie drei Jahre blieben. 1951 erlitt Ralph Stanley einen schweren Autounfall, von dem er sich aber wieder erholte. Während seiner Genesungszeit spielte Carter Aufnahmen mit den Bill Monroe ein. 1953 unterzeichneten die Stanley Brothers bei Mercury Records. Während dieser Zeit konnten sie ihre größten Erfolge verzeichnen, einige ihrer bekanntesten Titel sind How Far to Little Rock, Ridin’ that Midnight Train und Man of Constant Sorrow, letzterer stellte 2000 die Titelmelodie für den Film O Brother, Where Art Thou?.
Anfang der 1960er Jahre wechselten sie zu King Records. Währenddessen zogen sie nach Live Oak, Florida, wo sie die wöchentliche Radioshow WNER Suwanee River Jamboree leiteten. Sie waren außerdem Mitglieder des KWKH Louisiana Hayride und des WBRM Carolina Barn Dance. Doch trotz ihrer vielen Tätigkeiten und Auftritten kamen die beiden Brüder in finanzielle Schwierigkeiten. Ihre Verkaufszahlen gingen stetig zurück, und Carter Stanley wurde durch den anhaltenden Misserfolg alkoholkrank. 1966 tourten die Stanley Brothers im Rahmen des American Folk Blues Festivals der Konzertagentur Lippmann und Rau auch durch die Bundesrepublik Deutschland.

## Nach Carter Stanleys Tod
Carter Stanley starb am 1. Dezember 1966 mit 41 Jahren. Seine Tochter Jeannie widmete ihr erstes Album ihrem verstorbenen Vater. Ralph Stanley trat weiterhin auf, sein Sohn ist ebenfalls Bluegrass-Musiker. 1992 wurden die Stanley Brothers in die International Bluegrass Music Hall of Honor aufgenommen. Seit die Lincoln Memorial University in Tennessee Ralph Stanley 1976 die Ehrendoktorwürde verlieh, wurde er in der Bluegrass-Szene „Dr. Ralph Stanley“ genannt. 2014 kam eine Ehrung der Yale University hinzu. Ralph Stanley starb am 23. Juni 2016 im Alter von 89 Jahren.

## Diskografie
| Jahr                 | Titel                                                               | Anmerkungen                                                        |
| -------------------- | ------------------------------------------------------------------- | ------------------------------------------------------------------ |
| Rich-R-Tones Records |                                                                     |                                                                    |
| 1947                 | Molly and Tenbrooks / Rambler’s Blues                               |                                                                    |
| 1947                 | Girl Behind The Bar / Mother No Longer Awaits Me At Home            |                                                                    |
| 1948                 | Little Glass Of Wine / Little Maggie                                |                                                                    |
| 1949                 | Jealous Love / Our Darlings Gone                                    |                                                                    |
| 1952                 | Are You Waiting Just For Me / Little Girl and The Dreadful Snake    |                                                                    |
| 1952                 | Little Birdie / Little Glass of Wine                                |                                                                    |
| Columbia Records     |                                                                     |                                                                    |
| 1949                 | The White Dove / Gathering Flowers For The Master’s Bouquet         |                                                                    |
| 1949                 | Let Me Be Your Friend / Little Glass Of Wine                        |                                                                    |
| 1949                 | It’s Never Too Late / Angels Are Singing                            |                                                                    |
| 1950                 | Vision Of Mother / Have You Someone                                 |                                                                    |
| 1950                 | Fields Have Turned Brown / The Old Home                             |                                                                    |
| 1950                 | Too Late To Cry / I Love No One But You                             |                                                                    |
| 1950                 | We’ll Be Sweethearts In Heaven / The Drunkard’s Hell                |                                                                    |
| 1950                 | Hey! Hey! Hey! / Pretty Polly                                       | B-Seite veröffentlicht als Clinch Mountain Clan & Stanley Brothers |
| 1951                 | Man of Constant Sorrow / Lonesome River                             |                                                                    |
| 1952                 | The Wandering Boy / Sweetest Love                                   |                                                                    |
| 1954                 | Gathering Flowers For The Master’s Bouquet / ?                      | Columbia Hall of Fame Series-Veröffentlichung                      |
| Mercury Records      |                                                                     |                                                                    |
| 1953                 | I’m Lonesome Without You / This Weary Heart You Stole Away          |                                                                    |
| 1953                 | Our Last Goobye / Say Won’t You Be Mine                             |                                                                    |
| 1954                 | I Long To See The Old Folks / Voice From On High                    |                                                                    |
| 1954                 | Could You Love Me (One More Time) / Memories Of Mother              |                                                                    |
| 1954                 | Dickson County Breakdown / Poison Lies                              |                                                                    |
| 1954                 | Blue Moon of Kentucky / I Just Got Wise                             |                                                                    |
| 1954                 | Calling From Heaven / Harbor Of Love                                |                                                                    |
| 1955                 | Hard Times / I Worship You                                          |                                                                    |
| 1955                 | So Blue / You’d Better Get Right                                    |                                                                    |
| 1955                 | Lonesome And Blue / Orange Blossom Special                          |                                                                    |
| 1955                 | I Hear My Savior Calling / Just A Little Talk With Jesus            |                                                                    |
| 1956                 | Big Tilda / Nobody’s Love Is Like Mine                              |                                                                    |
| 1956                 | Baby Girl / Say You’ll Take Me Back                                 |                                                                    |
| 1957                 | The Flood / I’m Lost I’ll Never Find The Way                        |                                                                    |
| 1957                 | Cry From The Cross / Let Me Walk, Lord, By Your Side                |                                                                    |
| 1957                 | Fling Ding / Loving You Too Well                                    |                                                                    |
| 1958                 | I’d Rather Be Forgotten / If That’s The Way You Feel                |                                                                    |
| 1958                 | I’ll Grow Never Tired Of You / No School Bus In Heaven              |                                                                    |
| 1958                 | Gonna Paint The Town / That Happy Night                             |                                                                    |
| 1958                 | Christmas Is Near / Holiday Pickin’                                 |                                                                    |
| 1959                 | Maple On The Hill / Trust Each Other                                |                                                                    |
| 1959                 | Another Night / Highway Of Regret                                   |                                                                    |
| 1960                 | Little At A Time / Ridin’ That Midnight Train                       |                                                                    |
| 1960                 | Gathering Flowers For The Master’s Bouquet / Rank Stranger          |                                                                    |
| 1961                 | God Gave You To Me / Little Maggie                                  |                                                                    |
| 1961                 | Don’t Go Out Tonight / If I Lose                                    |                                                                    |
| 1961                 | Carolina Mountain Home / Few More Seasons                           |                                                                    |
| 1962                 | Choo Choo Comin’ / Come All Ye Tenderhearted                        |                                                                    |
| King Records         |                                                                     |                                                                    |
| 1958                 | She’s More To Be Pitied / Train 45                                  |                                                                    |
| 1958                 | Midnight Ramble / Love Me Darling Just Tonight                      |                                                                    |
| 1959                 | Keep A Memory / Mastertone March                                    |                                                                    |
| 1959                 | How Can we Thank Him / That Home Far Away                           |                                                                    |
| 1959                 | The Memory Of You Smile / Swanee River Hoedown                      |                                                                    |
| 1959                 | White Dove / Mother’s Footstep Guide Me On                          |                                                                    |
| 1959                 | Mountain Girls Can Love / A Man Of Constant Sorrow                  |                                                                    |
| 1959                 | Sunny Side Of The Mountain / Shenandoah Waltz                       |                                                                    |
| 1960                 | How Far To Little Rock? / Heaven Seems So Near                      |                                                                    |
| 1960                 | When Jesus Beckons Me Home / Pass Me Not                            |                                                                    |
| 1960                 | Mountain Dew / Old Rattler                                          |                                                                    |
| 1960                 | Sweeter Than Flowers / Next Sunday Darling Is My Birthday           |                                                                    |
| 1960                 | Mother Left Me Her Bible / Over On Glory Land                       |                                                                    |
| 1960                 | Daybreak In Dixie / Finger Poppin’ Time                             |                                                                    |
| 1960                 | Old Love Letter / Little Benny                                      |                                                                    |
| 1961                 | The Angel Of Death / Jordan                                         |                                                                    |
| 1961                 | The Window Up Above / The Wild Side of Live                         |                                                                    |
| 1961                 | Little Bessie / Village Church Yard                                 |                                                                    |
| 1961                 | I’ll Take The Blame / I’d Worship You                               |                                                                    |
| 1961                 | There Is A Trap / Fast Express                                      |                                                                    |
| 1961                 | Jacob’s Vision / Thy Burdens Are Greater Than Mine                  |                                                                    |
| 1962                 | Still Trying To Get To Little Rock / String, Eraser and Blooter     |                                                                    |
| 1962                 | I’m Only Human / Keep Them Cold Icy Fingers Off Of Me               |                                                                    |
| 1962                 | My Deceitful Heart / Drunkard’s Dream                               |                                                                    |
| 1962                 | I Just Came From Your Wedding / Mama Don’t Allow                    |                                                                    |
| 1963                 | Who Will Sing For Me? / Drinking From The Fountain                  |                                                                    |
| 1963                 | Old And Only In The Way / Six Months Ain’t Long                     |                                                                    |
| 1963                 | Memories Of Mother / Paul and Silas                                 |                                                                    |
| 1963                 | Lips That Lie / He Wants To Sleep – The Hogs Ate Him                |                                                                    |
| 1963                 | Stone Walls And Steel Bars / Lonesome Night                         |                                                                    |
| 1964                 | Don’t Cheat In Our Home Town / I See Through You                    |                                                                    |
| 1964                 | A Crown He Wore / John Three Sixteen                                |                                                                    |
| 1964                 | Train 45 / I Just Stood There                                       |                                                                    |
| 1964                 | How Bad I Do Feel / Bully Of The Town                               |                                                                    |
| 1964                 | He’s Passing His Way / Shoutin’ On The Hills Of Glory               |                                                                    |
| 1964                 | He’s Passing His Way / Shoutin’ On The Hills Of Glory               | Wiederveröffentlichung                                             |
| 1964                 | Five String Drag / Shout Little Lucie                               |                                                                    |
| 1965                 | How You’ve Tortured My Mind / Rollin’ On Rubber Wheels              |                                                                    |
| 1966                 | End Of The Road / Pray For The Boys                                 |                                                                    |
| 1966                 | Never Again / Prayer Of A Truck Driver’s Son                        |                                                                    |
| 1966                 | Soldier’s Grave / Take Me Home                                      |                                                                    |
| 1966                 | God’s Highway / I Feel Like Going Home                              |                                                                    |
| 1967                 | Little Birdie / Whiskey                                             |                                                                    |
| 1968                 | Hills Of Roan County / I Don’t Want You Ramblin’ Letters            |                                                                    |
| 1969                 | I’ll Just Go Away / Midnight Ramble                                 |                                                                    |
| 1973                 | How Far To Little Rock / Little Maggie                              |                                                                    |
| 1977                 | Love Me Darling Just Tonight / Next Sunday, Darling, Is My Birthday |                                                                    |